# Endo-Agar
Endo-Agar (auch Lactose-Fuchsin-Sulfit-Agar), entwickelt durch den japanischen Bakteriologen Shigeru Endō (1869–1937), ist ein Selektivmedium, das in der Mikrobiologie bei der Anzucht von Enterobakterien, insbesondere von coliformen Bakterien Verwendung findet. Diese verwerten die enthaltene Lactose und produzieren dabei Aldehyde und organische Säuren. Die Aldehyde setzen Fuchsin aus dem Fuchsin-Sulfit-Komplex frei und färben die Kolonien tiefviolett bis rötlich. Kolonien von Escherichia coli zeigen zusätzlich einen charakteristisch gelblich-grünen Glanz, wenn das Fuchsin auskristallisiert (Fuchsinglanz). Grampositive Bakterien werden durch Natriumsulfit und Fuchsin weitgehend am Wachstum gehindert. Charakteristisch ist die leicht violette bis pinke Farbe des Nährmediums. Durch Oxidation des Sulfits wird sie stärker rötlich gefärbt und unbrauchbar. Um Qualitätsverluste zu vermeiden, sollte er stets dunkel gelagert werden.